# Rafaelove sobe
Rafaelove sobe (talijanski: Stanze di Raffaello) su sobe u Vatikanskoj palači, iznad Borgijinih odaja, u kojoj se čekalo na audijenciju kod papa. Sobe se zovu "Rafaelovim" jer su ukrašene Rafaelovim freskama.
Neke od soba već su bile ukrašene freskama Perugina, Sodome i drugih. No,  netom što je upoznao Rafaela, papa Julije II. je odlučio sastrugati zidove povjerivši mladom Rafaelu da ih ponovo oslika.
U prvoj sobi (tzv. Konstantinovoj, Stanza di Constantino) predstavljena je legenda o Konstantinovom životu. Rafaelo nije u njoj naslikao niti jedan lik, jer je do svoje smrti stigao pripremiti samo crteže. Prvu fresku, Ukazanje Križa, koja predstavlja Konstantinovu pobjedu nad Maksencijem kod Rima 312., naslikao je Giulio Romano, odmah nakon učiteljeve smrti.
Heliodorova soba (Stanza di Eliodoro), druga po redu, oslikana je 1511. – 1514., a dobila je ime po freski koja pokazuje Tjeranje Heliodora na kojoj je Rafael prikazao sebe kako stoji pored papinskog trona odjeven u dugi crni ogrtač. Sadržaji oslikani u ovoj sobi u potpunosti su prožeti veličanjem papinstva. Iznad prozora je prizor Čudo u Bolseni i opisuje kako je 1264. čudo uvjerilo nekog svećenika, koji je sumnjao da je Krist zbiljski nazočan u svetom sakramentu euharistije. Freska Oslobađanje sv. Petra iz zatvora položena je veoma umješno oko prozorskog otvora. Tri različita svjetla, mjesečevo, anđeoske aureole i stražarske baklje, izražena su osobito djelotvorno. Atilin susret je aluzija na sukobe s Francuskom. 
U trećoj sobi (Stanza della Segnatura), nalazi se Rasprava o presvetom sakramentu, dovršena 1509. godine. Sadržaj te freske je slavljenje euharistije. Na suprotnom zidu je vjerojatno najpoznatija freska: Atenska škola, alegorija antičke filozofije kao prethodnice kršćanske mudrosti. Slavljenje Razuma sučeljeno s veličanjem Vjere. Između stotina slavnih znanstvenika antike i renesanse umjetnik je stavio i svoj lik; jedini koji gleda izravno u promatrača. Iznad prozora nalazi se Parnas, grčka mitska planina bogova gdje Apolon svira violinu među muzama (prikazanim po prvi put nakon antike), ispred grupe pjesnika kao što su Alkej, Korina, Petrarka, Anakreon, Eneja i usamljena Sapfa (jedina koja ne nosi znak laureata) kao i grupe među kojima su Dante, Homer, Vergilije te još pjesnika: Pindar, Sannazzaro, Horacije, Propetije, Tibulije, Kato, Ovidije s Ariostom u sredini. Ova veličanstvena freska veliča pjesništvo i ljepotu.
Posljednju sobu (Stanza dell'Incendio), nazvana po Požaru u Borgu, oslikali su Rafaelo i njegovi učenici 1514. – 1517., za Lava X. Freska prikazuje požar u "Lavljem gradu" koji je Lav IV. ugasio na čudesan način. Na lijevoj strani prikazana je Pomorska pobjeda Lava IV. nad Saracenima.

## Poveznice
- Vatikanski muzeji
- Sikstinska kapela
- Visoka renesansa
- Atenska škola

## Vanjske poveznice
- Vatikanske sobe